# 伯明翰體育控股
伯明翰體育控股有限公司（港交所：2309），前稱泓鋒國際和伯明翰環球控股有限公司，是香港交易所上市的綜合企業公司，旗下重要資產有英冠伯明翰城足球俱乐部，主要業務為服飾貿易及管理足球俱乐部。伯明翰體育控股有限公司的主要股東是孫粗洪。
2007年6月，泓鋒國際以代價1495萬英鎊收購Birmingham City Plc（BCFC）29.9% 權益，該公司擁有當時仍屬英超球會伯明翰足球會。
2009年10月，泓鋒國際以每股100便士的作價，全面收購Birmingham City Plc（BCFC），所需金額為5713萬英鎊。其後，泓鋒國際易名為伯明翰環球。
2016年6月，伯明翰環球獲孫粗洪全資擁有的Trillion Trophy Asia Limited入股，其後，公司易名為伯明翰體育控股有限公司。

## 外部連結
- irasia.com - Birmingham International Holdings Limited（页面存档备份，存于）
- 伯明翰環球控股年報[永久]

## 新聞
- 伯明翰環球控股停牌（页面存档备份，存于）
- 伯明翰環球復牌需過四關（页面存档备份，存于）